# 徐子龍
徐子龍（1487年—？），字中夫，浙江紹興府餘姚縣人，民籍，明朝政治人物。

## 生平
浙江鄉試第六十六名舉人。正德十二年（1517年）中式丁丑科會試第九十二名，登第三甲第四十四名進士。刑部观政，授南昌县知县，卒于途。

## 家族
曾祖徐𨌥；祖父徐端，贈大理寺右評事；父徐諌，曾任州同知。母張氏（封孺人）。永感下。兄子元、子承、子豪。弟徐子貞（贡士）。